# مقاطعة تشيبويجان (ميشيغان)
مقاطعة تشيبويجان هي مقاطعة تقع في شمالي شبه الجزيرة السفلى بولاية ميشيغان الأمريكية، بلغ عدد سكانها 26٬152 نسمة، بحسب تعداد عام 2010، عاصمتها شيبوغن، تبلغ مساحتها 2٬293 كيلومتر مربع.

## الموقع
تشترك في الحدود مع:
- مقاطعة ماكيناك
- مقاطعة أوتسيغو
- مقاطعة شارليفوي
- مقاطعة مونتمورنسي
- مقاطعة بريسك
- مقاطعة إيميت

## التقسيمات الإدارية
- شيبوغن.